# 차로 간 주행

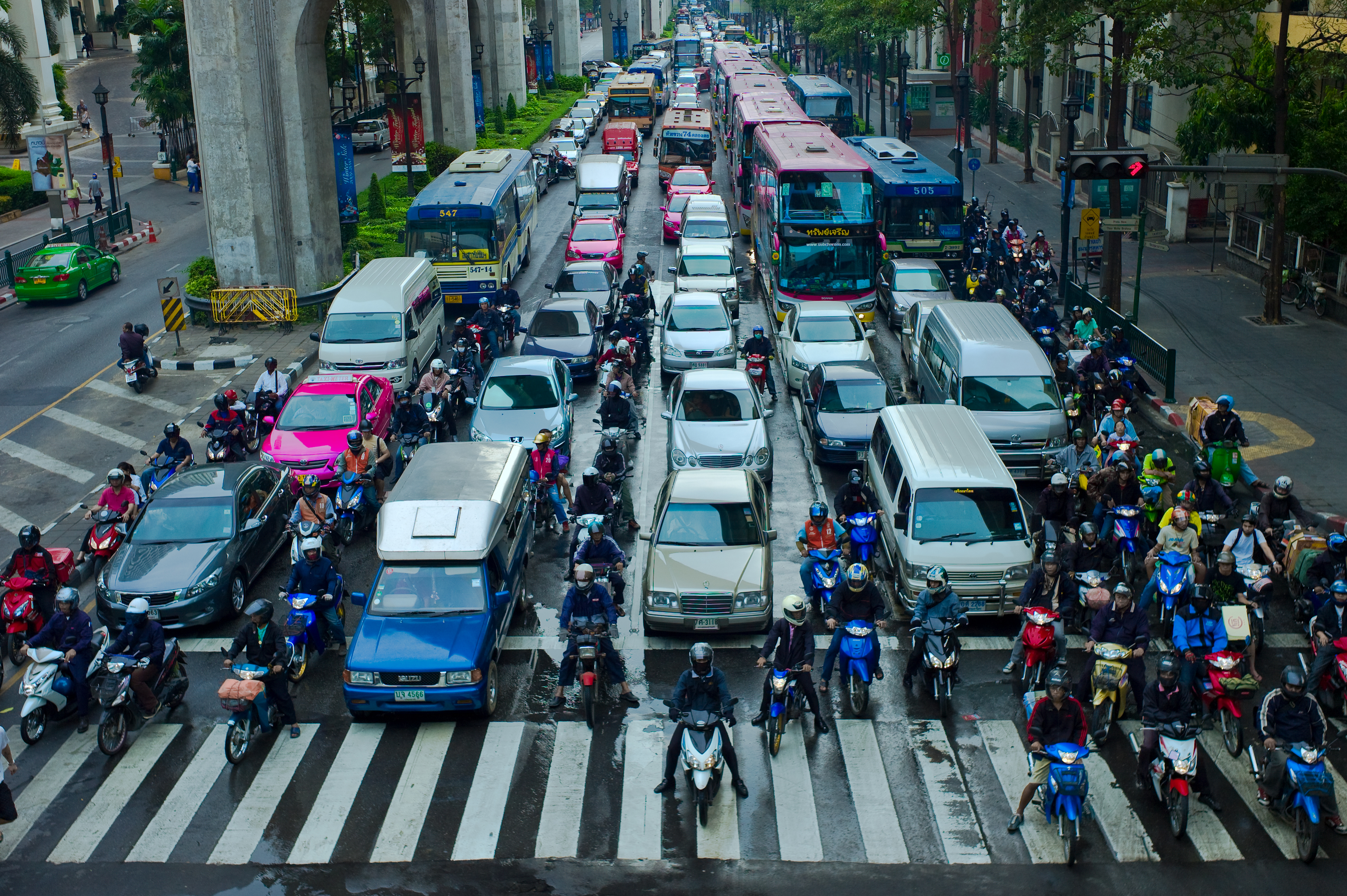
타이 방콕의 도로에서 차로 나눠쓰기를 하는 모터사이클

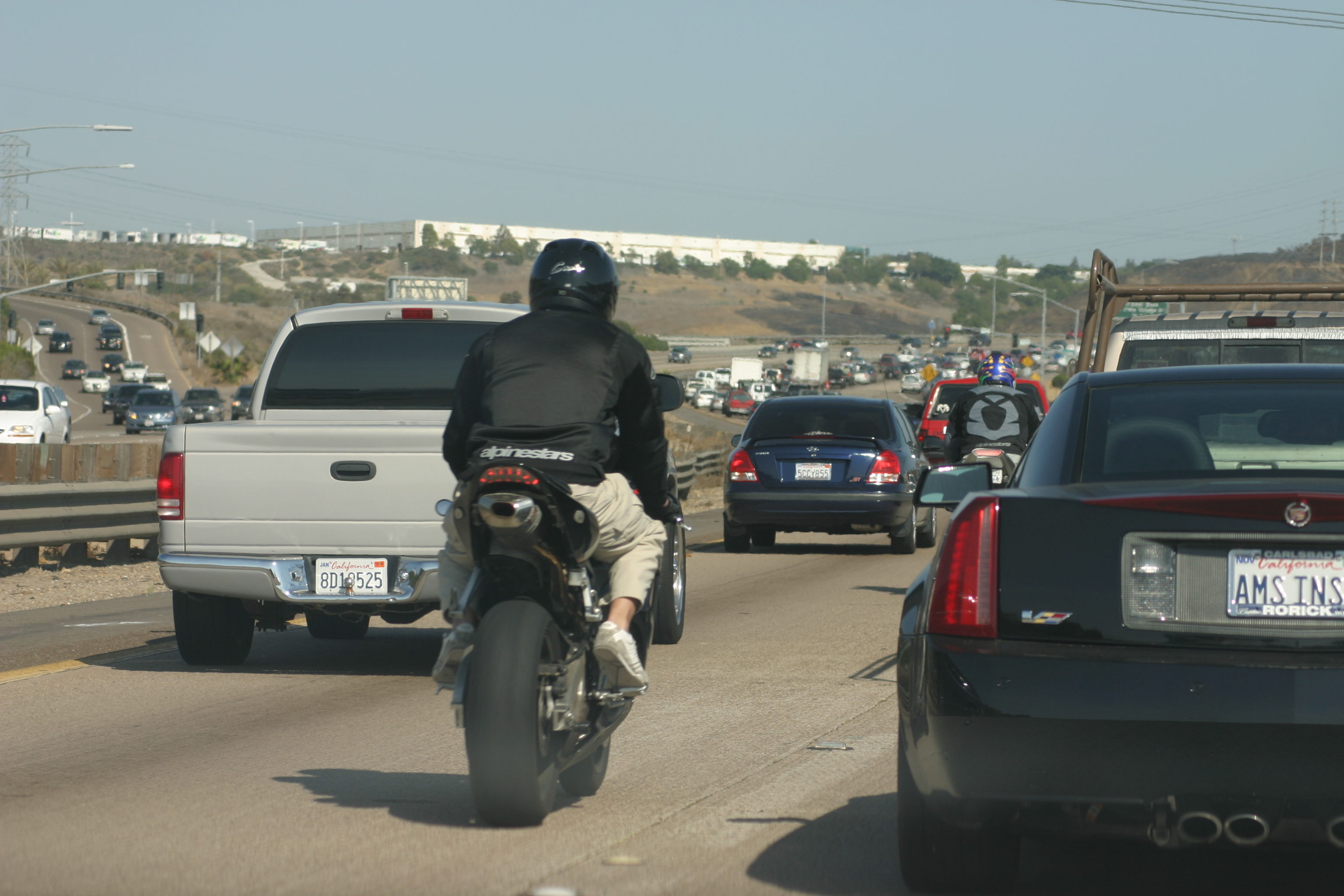
차로 간 주행을 하고 있는 모터사이클(미국 캘리포니아주)

차로 간 주행(車路間走行)은 한 개의 차로를 주행하는 차량과 동일한 차로의 가장자리를 다른 차량이 이용하는 것을 말한다. 차로분할(車路分割), 차로 나눠쓰기(Lane splitting), 차로 필터링(Lane filtering), 틈새주행이라고도 한다. 차량의 차폭이 일반 자동차와는 좁은 모터사이클이 이러한 형태로 주행할 수 있다.

## 차로 간 주행이 가능한 국가
아래의 국가는 차량 정체 시에 모터사이클의 차로 간 주행이 가능한 국가로, 아래 목록에 나와있지 않은 국가는 차로 간 주행이 금지되어 있는 국가이다.
- 아시아
  - 일본
  - 카타르
  - 오만
- 아메리카
  - 미국 - 캘리포니아주에서만 가능, 다른 지역은 금지[1][2]
  - 브라질
- 유럽
  - 그리스
  - 네덜란드
  - 노르웨이
  - 영국[3]
  - 폴란드[4]
  - 포르투갈
  - 스페인
  - 이탈리아
  - 오스트리아
  - 벨기에
  - 키프로스
  - 에스토니아
  - 크로아티아
- 아프리카
  - 남아프리카 공화국
- 오세아니아
  - 오스트레일리아 - 일부 주에서 시행 중

## 참조

### 참고 자료
- Lane Splitting is Legal in California

## 같이 보기
- 모터사이클 전용차로